# Hastings Lees-Smith
Hastings Bertrand Lees-Smith, PC (* 26. Januar 1878 in Murree, Nordwestliche Grenzprovinz, Britisch-Indien; † 18. Dezember 1941 in Golders Green, Middlesex, England) war ein britischer Politiker der Liberal Party sowie später der Labour Party, der unter anderem von 1910 bis 1918, zwischen 1922 und 1923 sowie von 1924 bis 1931 Mitglied des Unterhauses (House of Commons) war. Im zweiten Kabinett MacDonald war er zunächst zwischen 1929 und 1931 Postminister (Postmaster-General) sowie im Anschluss vom 2. März bis zum 24. August 1931 Bildungsminister (President of the Board of Education). Er war von 1935 bis zu seinem Tode 1941 erneut Mitglied des Unterhauses sowie zuletzt von 1940 bis 1941 als Leader of the Opposition Oppositionsführer im Unterhaus.

## Leben

### Herkunft, Studium und Dozent an der London School of Economics

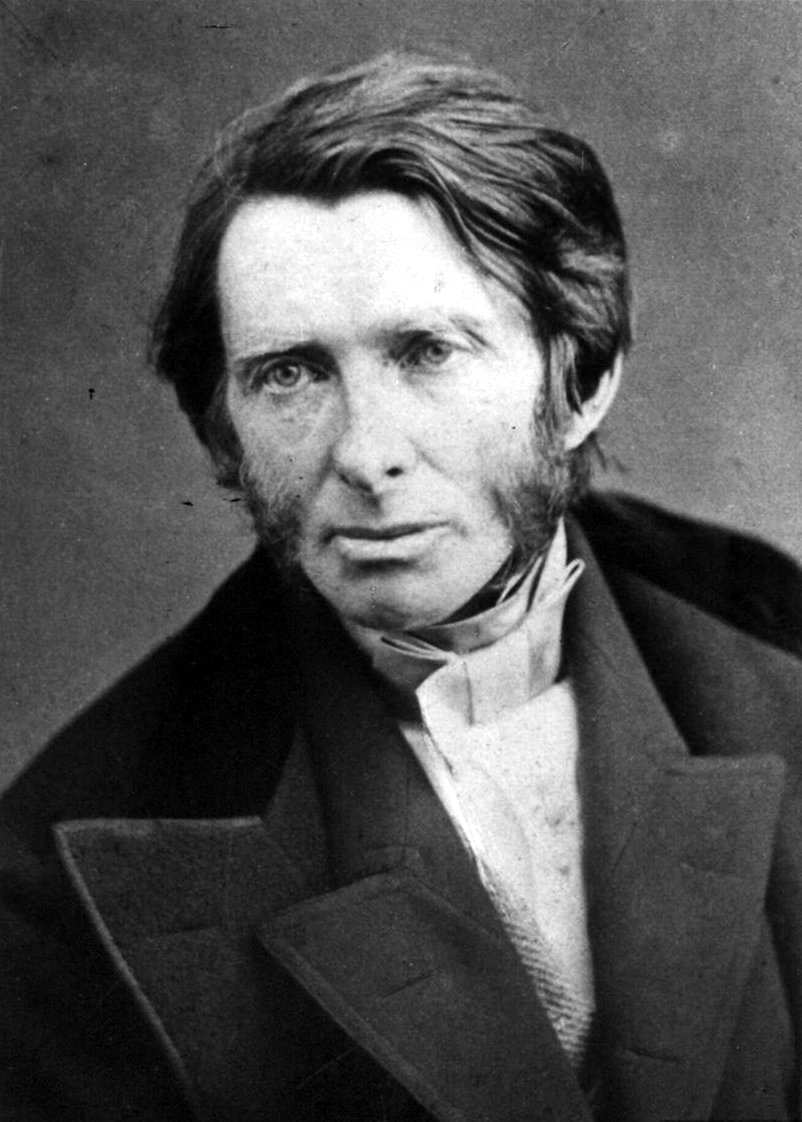
John Ruskin gründete 1899 das Ruskin College der University of Oxford, deren erster Generalsekretär Smith wurde.

Hastings Bertrand Lees-Smith, zweiter Sohn von drei Söhnen des in Britisch-Indien dienenden Majors der Royal Artillery Harry Lees-Smith und dessen Ehefrau Jesse Reid, trug bis in die 1920er Jahre überwiegend den Namen Smith und wurde nach dem Tod seines Vaters 1880 nach England gebracht, um von seinem Großvater erzogen zu werden. Nach einer privaten Erziehung besuchte er die 1597 gegründete Aldenham School und begann 1894 eine Offiziersausbildung an der Royal Military Academy Woolwich, die er aber bereits 1895 wegen seiner schwachen Gesundheit aufgeben musste. Stattdessen begann er 1895 ein Studium der Geschichte am Queen’s College der University of Oxford, das er 1899 mit einer Auszeichnung zweiter Klasse beendete. Während seines Studiums interessierte er sich für die Ideen der Liberal Party, wurde aber auch Mitglied der sozialistischen Fabian Society. Nach seinem Abschluss übernahm er die Funktion des Generalsekretärs der 1899 neu eröffneten Ruskin Hall, dem heutigen Ruskin College, der University of Oxford. Deren Gründer John Ruskin zielte speziell auf die Bildung der Arbeiterklasse ab, aber die Unzufriedenheit der Studenten über das Fehlen eines eindeutig „sozialistischen“ Ansatzes wuchs, was im Studentenstreik von 1909 gipfelte. Aus diesem Grund waren Klassenverbesserung und Bildung ein besonderes Ziel dieser Agitation. Aber zu diesem Zeitpunkt war seine tägliche Rolle im Ruskin College bereits eingeschränkt, da er zwischen 1906 mit Unterbrechungen bis zu seinem Tode 1941 zugleich als Dozenten für öffentliche Verwaltung an der London School of Economics (LSE) tätig war. Daneben war er zwischen 1907 und 1909 Vorsitzender des Exekutivkomitees des Ruskin College und fungierte zeitweise auch als Chefberater für Studien sowie als Vice-Principal.
1909 besuchte er Bombay, um Ratschläge zum Unterrichten von Wirtschaftswissenschaften zu geben, und übernahm nach seiner Rückkehr zwischen 1909 und 1910 die Professur am Lehrstuhl für öffentliche Verwaltung an der University of Bristol. Er schrieb neben India and the tariff problem (1909) eine Reihe von Werken, von denen Second Chambers in Theory and Practice (1923), die für ein vom Unterhaus auf der Grundlage der Verhältniswahl gewähltes Oberhaus plädierten, vielleicht das umfangreichste war.

### Unterhausabgeordneter und Erster Weltkrieg
Bei der Unterhauswahl vom 15. Januar bis 10. Februar 1910 wurde Smith für die Liberal Party im Wahlkreis Northampton, der damals zwei Abgeordnete stellte, erstmals Mitglied des Unterhauses (House of Commons) und bei der Unterhauswahl vom 3. bis 19. Dezember 1910 wiedergewählt. Im Unterhaus trat er bald als ziemlich radikal auf und unterstützte die Verstaatlichung bestimmter Kernindustrien wie der Eisenbahn sowie die Landreform und einen Mindestlohn für bestimmte Arbeiterklassen. Doch mit Ausbruch des Ersten Weltkrieges am 28. Juli 1914 änderten sich die Dinge. Smith wurde wie zahlreiche Unterhausabgeordnete der Liberal Party und der Labour Party Mitglied der neu gegründeten Union of Democratic Control (UDC), die darauf abzielte, die Politikgestaltung so zu reformieren, dass die „Geheimdiplomatie“ der Vergangenheit angehörte.
Im September 1915 trat er der British Army bei und erreichte zuletzt den Rang eines Unteroffiziers (Corporal). Dieser Wechsel in die Streitkräfte machte ihn nicht einzigartig unter den UDC-Mitgliedern, sondern zeigte eher einen der vielfältigen Wege auf, die von progressiven Liberalen der UDC während des Ersten Weltkrieges eingeschlagen wurden. Die Beteiligung an der UDC sowie die zunehmend illiberalen Aspekte der Politik der aufeinanderfolgenden Regierungen unter der Führung der liberalen Premierminister H. H. Asquith und David Lloyd George, verstärkten Smiths Unzufriedenheit mit seiner Partei. Im Mai 1916 wandte er sich in der Uniform eines Gefreiten vor dem Unterhaus gegen die Einführung der Wehrpflicht. Im Mai 1917 rief er das Unterhaus zu einem Kompromissfrieden auf, eh er schließlich im März 1918 glaubte, dass nur die Labour Party eine akzeptable Friedenspolitik habe.

### Wahlniederlagen und Wiederwahlen ins Unterhaus

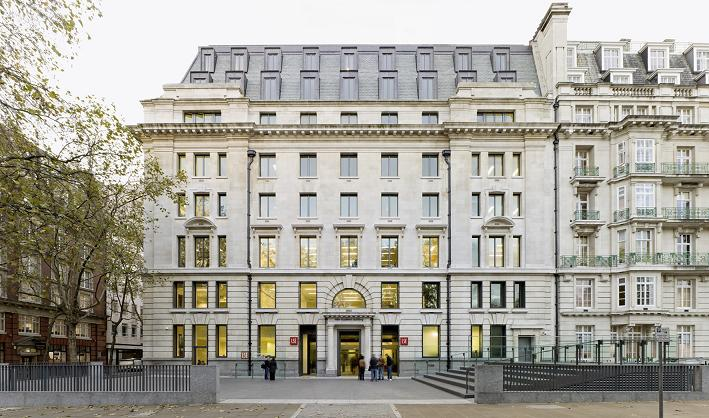
Lees-Smith war mit Unterbrechungen von 1906 bis 1941 Dozent sowie seit 1924 auch Lektor für öffentliche Verwaltung an der London School of Economics (LSE).

Bei der Unterhauswahl am 14. Dezember 1918 entschied sich Hastings Smith als unabhängiger Radikaler im Wahlkreis Don Valley in Yorkshire zu kandidieren. Er unterlag dabei aber dem Kandidaten der National Democratic and Labour Party, John Walton, mit 3.868 Stimmen (29,3 Prozent) zu 6.095	Stimmen (46,2 Prozent). Sein Bruch mit den Liberalen wurde 1919 vollendet, als er der Labour Party beitrat. Im Januar 1920 schloss er sich anderen ehemaligen Liberalen wie Arthur Ponsonby und Charles Trevelyan, 3. Baronet an, indem er einen Aufruf an ehemalige Liberale veröffentlichte, bei der Nachwahl (By-election) am 12. Februar 1920 im Wahlkreis Paisley gegen Asquith zu stimmen. Hintergrund war, dass der frühere Premierminister Asquith, der immer noch Führer der Liberal Party war, bei der Unterhauswahl am 14. Dezember 1918 ebenfalls sein Mandat im Unterhaus verloren hatte. Bei der aufgrund des Todes des bisherigen liberalen Wahlkreisinhaber John McCallum am 10. Januar 1920 notwendig gewordenen Nachwahl im Wahlkreis Paisley konnte sich H. H. Asquith allerdings mit 14.736 Stimmen (48,4 Prozent) und einem Zuwachs von 14,4 Prozentpunkten deutlich gegen den Kandidaten der Labour and Co-operative Party John McLaren Biggar durchsetzen, auf den 11.902	Stimmen (39,1 Prozent) durchsetzen.
Lees-Smith gewann bei der Unterhauswahl am 15. November 1922 für die Labour Party den Sitz im Unterhaus für den Wahlkreis Keighley in Yorkshire. Obwohl er den Sitz im folgenden Jahr bei der Unterhauswahl am 6. Dezember 1923 mit 14.083 Stimmen (49,1 Prozent) zu 14.609	Stimmen (50,9 Prozent) knapp an den Liberalen Robert Pilkington verlor, gewann er ihn bei der Unterhauswahl am 29. Oktober 1924 mit 14.105 Stimmen (45 Prozent) zurück. Seine Niederlage 1923 disqualifizierte ihn von einem Amt in der von Premierminister Ramsay MacDonald am 23. Januar 1924 gebildeten ersten Labour-Minderheitsregierung. Allerdings wurde er nach seiner Wiederwahl ins Unterhaus wurde er zu einer der bedeutenderen zweitrangigen Persönlichkeiten der Parliamentary Labour Party (PLP) und wurde ab 1924 jedes Jahr in deren Exekutivkomitee gewählt. 1924 wurde er zudem Lektor an der London School of Economics. Er zementierte weiter seine Rolle in der Arbeiterbewegung, indem er ab 1925 Vorstand der politischen Wochenzeitung New Statesman. In dieser Funktion war er maßgeblich daran beteiligt, die Zeitung zu einer deutlicher Labour-freundlichen Linie zu drängen und die Ernennung von George Douglas Howard Cole als Nachfolger von Chefredakteur Clifford Sharp 1929 zu blockieren, woraufhin stattdessen Kingsley Martin ernannt wurde und das Amt des Chefredakteurs von 1930 bis 1960 bekleidete.

### Postminister und Bildungsminister im zweiten Kabinett MacDonald sowie Wahlniederlage 1931

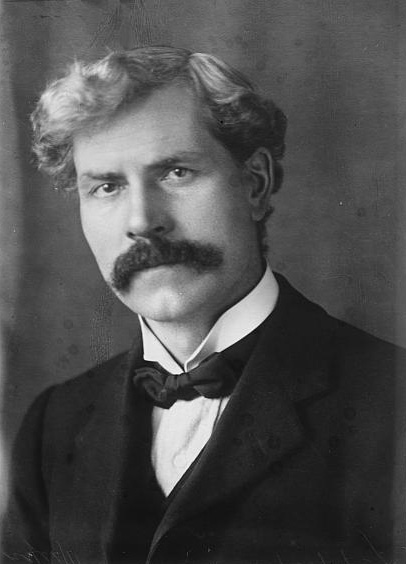
Im zweiten Kabinett von Premierminister Ramsay MacDonald war Lees-Smith zwischen 1929 und 1931 erst Postminister sowie im Anschluss 1931 Bildungsminister.

Hastings Lees-Smith wurde für die Labour Party bei der Unterhauswahl am 30. Mai 1929 im Wahlkreis Keighley mit 18.412 Stimmen (44,7 Prozent) erneut zum Mitglied des House of Commons gewählt. Als die Premierminister Ramsey MacDonald daraufhin am 8. Juni 1929 die zweite Labour-Minderheitsregierung bildete, erreichte Bertie Lees-Smith trotz seiner herausragenden Stellung innerhalb der PLP nicht sofort einen Kabinettsrang. Es scheint, dass sich seine Beziehungen zu MacDonald seit ihren UDC-Tagen etwas abgekühlt hatten, nicht zuletzt wegen Lees-Smiths fortgesetztem Befürworten einer Kapitalabgabe in Form einer Vermögenssteuer (wealth tax) und anschließend einer Zuschlagssteuer (surtax), lange nachdem MacDonald entschieden hatte, dass es sich um Wahlverbindlichkeiten handelte.
Lees-Smith wurde stattdessen am 7. Juni 1929 zum Generalpostmeister (Postmaster-General) ernannt. Der unerwartete Rücktritt von Charles Trevelyan, 3. Baronet als Bildungsminister (President of the Board of Education) am 2. März 1931 führte dazu, dass Lees-Smith zu dessen Nachfolger ernannt wurde. Zugleich wurde er am 5. März 1931 auch zum Mitglied des Geheimen Kronrates (Privy Council) ernannt. Aber der Kontext war unglücklich: Labours eine eindeutige Politik, das Schulabgangsalter anzuheben, war von ihren eigenen katholischen Hinterbänklern und dem Oberhaus (House of Lords) effektiv zerstört worden, und die anhaltende Weltwirtschaftskrise bedeutete, dass der Hauptdruck auf Lees-Smith darin lag, die Ausgaben zu kürzen. Obwohl er sich so gut wie möglich dagegen wehrte, musste auch er während der Krise im August 1931 Kürzungen hinnehmen. Bei der schicksalhaften Kabinettssitzung, die am 25. August 1931 zum Sturz der Regierung führte, scheint er die Forderung nach einer Kürzung des Arbeitslosengeldes (unemployment benefits) unterstützt zu haben. Aber nach MacDonalds Bildung der zur ersten Nationalregierung am 25. August 1931 wurde er in die PLP-Exekutive gewählt und gehörte ihrem wirtschaftspolitischen Komitee an. Bei der Unterhauswahl am 27. Oktober 1931 wurde er jedoch in seinem Wahlkreis Keighley in der Erdrutsch-Niederlage der bisherigen Nationalregierung schwer besiegt und unterlag dem Gegenkandidaten von der Conservative Party, George Harvie-Watt, mit 13.192 Stimmen (31,9 Prozent) zu 19.079 Stimmen (46,2 Prozent) deutlich.

### Wiederwahl ins Unterhaus 1935 und Oppositionsführer von 1940 bis 1941

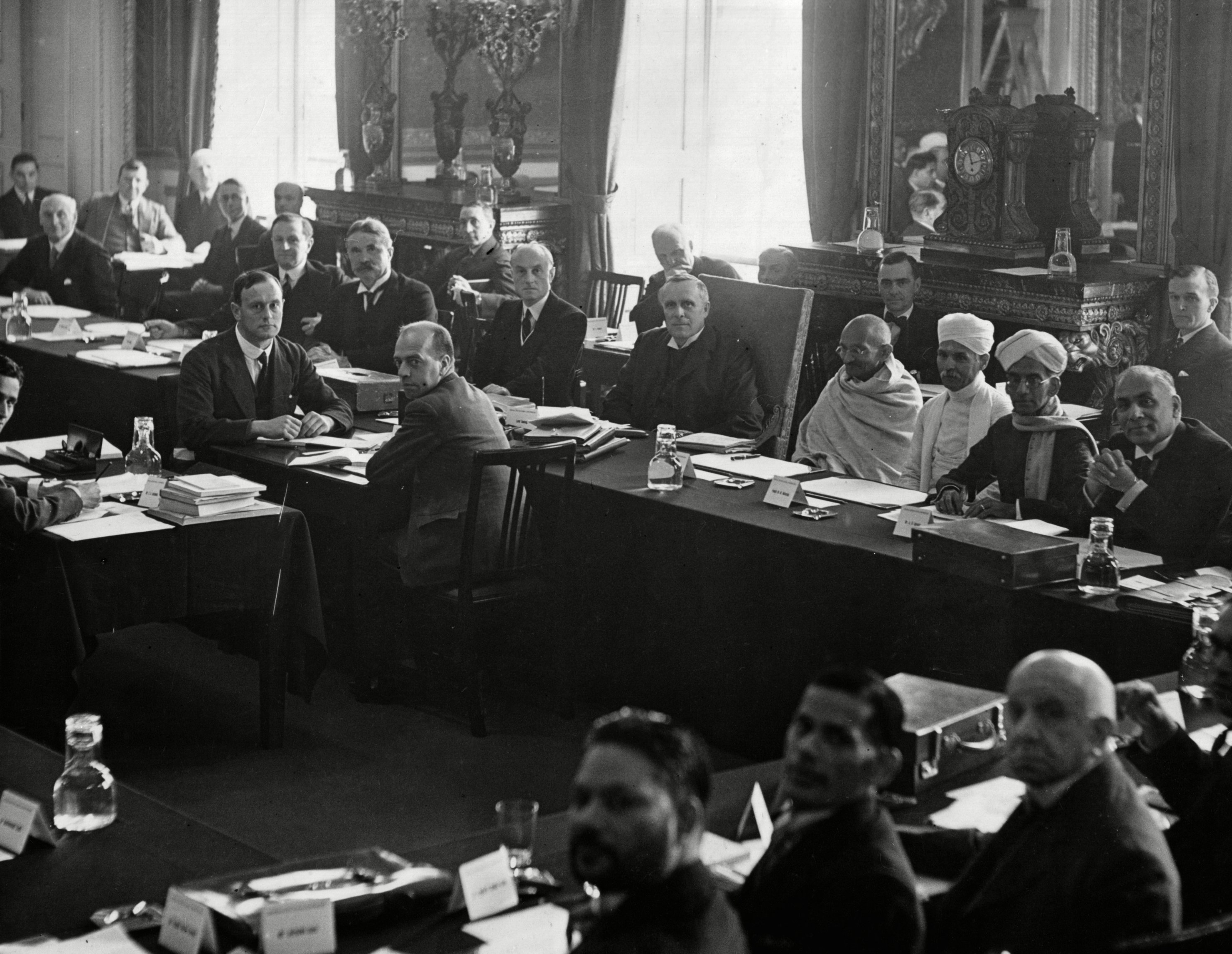
Hastings Lees-Smith nahm zwischen September und Dezember 1931 an der zweiten britisch-indischen Round-Table-Konferenz in London teil.

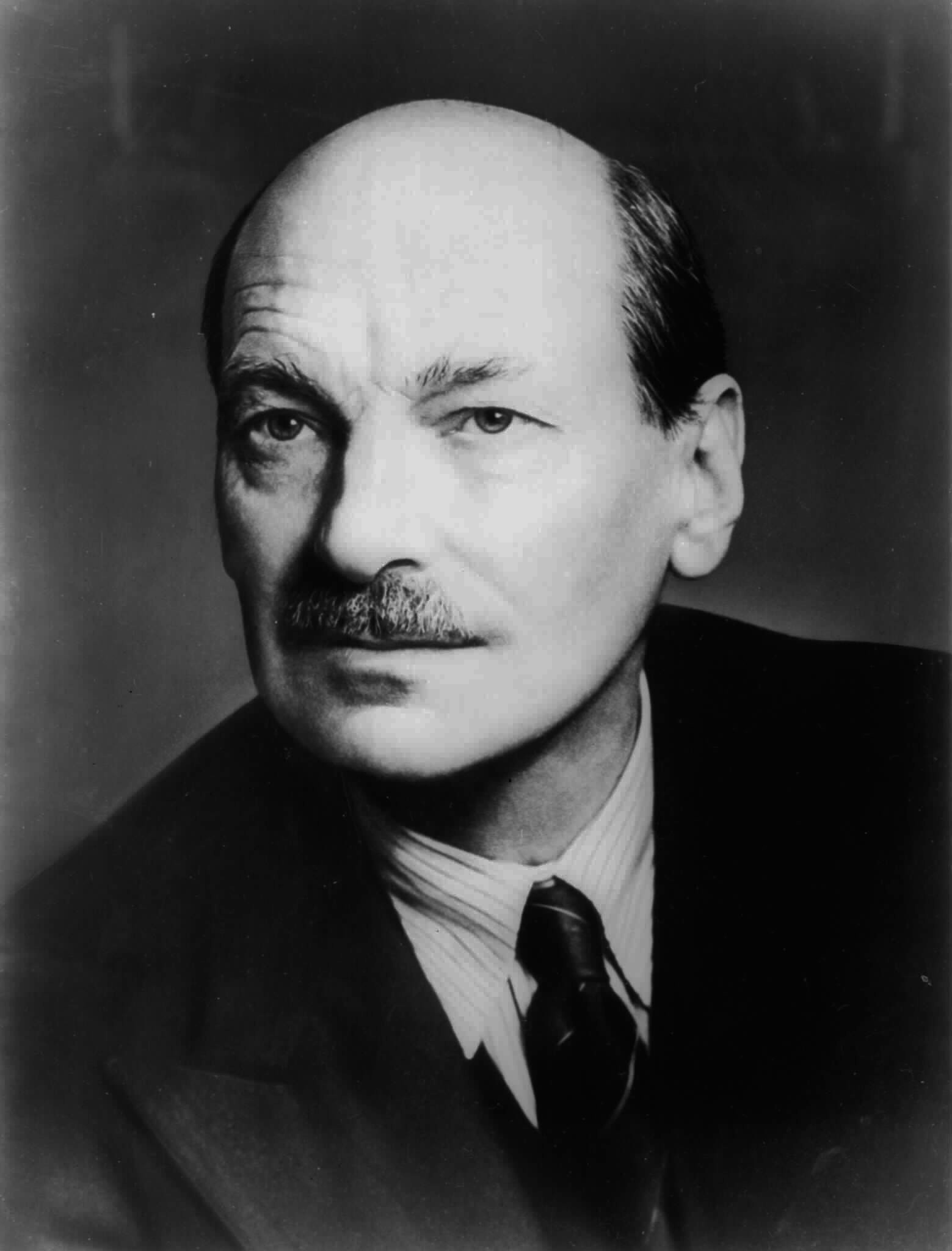
Als Nachfolger von Clement Attlee war Lees-Smith von 1940 bis zu seinem Tod 1941 als Leader of the Opposition Oppositionsführer im Unterhaus.

Nach seiner Wahlniederlage kehrte Lees-Smith zur Vollzeitarbeit als Lektor an der LSE zurück. In der Politik blieb er jedoch sehr aktiv und nahm zwischen September und Dezember 1931 an der zweiten britisch-indischen Round-Table-Konferenz in London teil. Später war er Mitglied des XYZ Clubs, einer geheimen Gruppierung von Ökonomen, Bankern, Geschäftsleuten und Politikern, die darauf abzielte, Labour mit einer überzeugenderen Wirtschaftspolitik für die Zukunft auszustatten und dessen Sekretär der spätere Schatzkanzler und Führer der Labour Party Hugh Gaitskell war. Er blieb jedoch in seiner Einstellung im Wesentlichen gemäßigt-orthodox und stand der Labour-Linken kritisch gegenüber.
Bei der Unterhauswahl am 14. November 1935 kandidierte Hastings Lees-Smith wieder im Wahlkreis Keighley und gewann diesen mit 20.124 Stimmen (50,5 Prozent) und einem Zuwachs von 18,6 Prozentpunkten vom Konservativen George Harvie-Watt zurück, auf den diesmal 19.756 Stimmen (49,5 Prozent) entfielen. Daraufhin wurde er sofort wieder in den Vorstand der PLP gewählt. Er interessierte sich weiterhin für die Bildungspolitik der Partei und hatte sich 1939 gegen das Auswahlprinzip in der Sekundarstufe ausgesprochen. Sein Hauptaugenmerk lag jedoch zunehmend auf Verteidigungsangelegenheiten und 1937 war er maßgeblich daran beteiligt, die Linie der PLP dahingehend zu ändern, dass sie sich bei den Beratungen zum Verteidigungshaushalt der Stimme enthielt, anstatt dagegen zu stimmen. 1938 verteilte er 40 britische Pässe an deutsche Juden in Frankfurt am Main und half so bei deren Flucht. Als am 1. September 1939 der Zweite Weltkrieg ausbrach, wurde er im Namen der Labour-Opposition zum Verbindungsmann beim Kriegsminister Leslie Hore-Belisha ernannt.
In den Debatten innerhalb der Labour-Führung zur Zeit der Norwegendebatte im Mai 1940 war Lees-Smith einer der führenden Befürworter der Entscheidung, das Unterhaus zu teilen, was am 10. Mai 1940 zum Sturz der Regierung von Premierminister Neville Chamberlain führte. In die darauf folgende Regierung von Premierminister Winston Churchill nicht berufen. Da aber der Labour-Führer Clement Attlee als Lordsiegelbewahrer der Regierung angehörte, wurde Lees-Smith zum amtierenden Vorsitzenden der PLP-Fraktion gewählt und war damit vom 22. Mai 1940 bis zu seinem Tode am 18. Dezember 1941 als Leader of the Opposition Oppositionsführer im Unterhaus. Die Position war parlamentarisch wichtig, und er füllte sie mit ruhiger Kompetenz aus.
Als jedoch der Winter 1941 näher rückte, erlag er zunehmend seinem Asthma, das ihn sein ganzes Leben lang geplagt hatte, und er starb am 18. Dezember 1941 in seinem Haus, 77 Corringham Road, Golders Green, Middlesex, nach einem Grippeanfall. Lees-Smith wurde am 22. Dezember im Golders Green Krematorium eingeäschert. Der damalige Minister für wirtschaftliche Kriegsführung Hugh Dalton, nicht bekannt für seine Großzügigkeit gegenüber Kollegen, bemerkte, dass Lees-Smith „ein erstklassiger Kollege gewesen war, vernünftig, ausgeglichen, freundlich, ohne Anzeichen von Bitterkeit, Neid oder Egoismus“ (‚a first-class colleague, sensible, balanced, kindly, with no sign of bitterness, envy or egoism‘).
Aus seiner am 5. November 1915 geschlossenen Ehe mit Joyce Eleanor Holman, zweite Tochter von Sidney Herbert Holman, gingen zwei Söhne hervor.

## Veröffentlichungen
- India and the tariff problem (1909)
- Studies in Indian economics a series of lectures delivered for the Government of Bombay (1909)
- The Finance of the Home Rule Bill (1912)
- Second Chambers in Theory and Practice (1923)
- A Guide to parliamentary and official papers (1924)

posthum
- The encyclopaedia of the labour movement (1971)

## Hintergrundliteratur
- H. Dalton: The fateful years. Memoirs, 1931–1945 (1957)
- B. Simon: The politics of educational reform, 1920–1940 (1974)
- P. Yorke: Education and the working class. Ruskin College, 1899–1909 (1977)
- E. Durbin: New Jerusalems. The labour party and the economics of democratic socialism (1985)
- B. Pimlott (Herausgeber): The Second World War diary of Hugh Dalton, 1940–1945 (1986)
- K. Jefferys: Labour and the wartime coalition. From the diaries of James Chuter Ede, 1941–1945 (1987)
- D. Tanner: Political change and the labour party, 1910–18 (1990)
- A. Thorpe: The British general election of 1931 (1991)
- Joyce M. Bellamy, David E. Martin, John Saville: Dictionary of Labour Biography, Volume IX, Band 9, S. 175 ff. (1993) (Onlineversion)
- S. Harris Out of control. British foreign policy and the Union of Democratic Control, 1914–1918 (1996)